# 西漢藩國列表
本表概述中國西漢時期各藩國之立廢、治所與轄境變遷等情況。各國世系請見西漢藩王列表。凡有除國者，皆在該國項下分列小項，並作説明。

## 楚國

### 楚國（前201年—前68年）
此为汉太祖高皇帝之弟楚元王系封国。

## 荊國
荊國（前201年—前195年）此为汉太祖高皇帝之从兄封国。

## 吳國
吳國（前195年—前153年）

## 廣陽國
廣陽國（前73年—9年）

## 齊國

### 齊國（前203年—前125年）
此为汉太祖高皇帝之庶长子齐国悼王封国

## 濟南國
濟南國（前164年—前153年）

## 膠西國
膠西國（前164年—前106年）

## 膠東國
膠東國（前164年—前1年） 

## 菑川國
菑川國（前164年—9年）

## 城陽國
城陽國（前178年—26年）

## 呂國
呂國（前187年—前181年）

## 廬江國
廬江國（前164年—前153年）

## 衡山國
衡山國（前164年—前122年） 

## 六安國
六安國（前121年—9年）

## 韓國
韓國（前205年—前201年） 

## 代國

### 代國（前200年-前199年）
子

## 太原國
太原國（前178年—前175年） 

## 昌邑國
昌邑國（前97年—前74年）

## 清河國
清河國（前147年—前135年） 

## 恆山國、常山國
（因避汉文帝刘恆讳，后将恆山改称常山）

## 真定國
真定國（前114年—9年） 

## 泗水國
泗水國（前114年—9年） 

## 高密國
高密國（前73年—9年）

## 平干國
平干國（前91年—前55年）

## 廣平國
廣平國（前4年－9年）

## 信都國
信都國（前5年—5年） 

## 濟東國
濟東國（前144年—前115年）

## 濟陽國
濟陽國（前41年—前33年）

## 濟陰國
濟陰國（前144年—前142年） 

## 汝南國
汝南國（前155年—前153年）

## 廣宗國
廣宗國（2年—9年） 

## 廣世國
廣世國（2年－9年）

## 附：服外諸國

### 南越國
南越國（前203年－前111年）

### 東海國
東海國（前191年－前138年）

### 閩越國
閩越國（前202年－前110年）

### 南海國
南海國（前195年－前179年至前174年間）